# مقاطعة هاريسون (تكساس)
مقاطعة هاريسون (بالإنجليزية: Harrison  County)‏ هي إحدى المقاطعات في ولاية تكساس، الولايات المتحدة الأمريكية.

## أعلام
- جورج وايلد
- توماس ويتفيلد ديفيدسون